# Henry Marsh
Henry Dinwoody Marsh (Boston, 15 marzo 1954) è un ex siepista statunitense.

## Biografia
È stato per tre stagioni (1982, 1983 e 1985) capolista delle liste mondiali stagionali sui 3000 m siepi, ma questo non gli ha consentito di fregiarsi mai di una medaglia internazionale (se si escludono le due vinte ai Giochi panamericani).
Nel 1981 in Coppa del mondo a Roma aveva concluso la gara al primo posto, ma fu squalificato aver superato irregolarmente una siepe (la segnalazione ai giudici di pista fu fatta dall'italiano Mariano Scartezzini, che affrontava in quel momento l'ostacolo in ultima posizione, ma che sarebbe giunto 2º al traguardo).
Due anni dopo fu settimo ai Mondiali di Helsinki 1983 cadendo sul rettilineo finale all'ultimo ostacolo proprio mentre stava rimontando il tedesco Patriz Ilg per vincere la medaglia d'oro. Ai Giochi olimpici di Los Angeles 1984, colpito da un virus intestinale, partecipò alla finale in precarie condizioni fisiche dopo aver faticosamente superato i due turni eliminatori; nel riscaldamento pre-gara si ferì ad una gamba con un chiodo di una scarpetta; in gara, infine, giunse quarto preceduto di pochi centesimi dal connazionale Brian Diemer.
Le vicende legate alle sue sfortunata partecipazione olimpica sono raccontate nel film 16 giorni di gloria. Nel 2001 Marsh è stato introdotto nella National Track & Field Hall of Fame.
Di religione mormone, si è battuto in patria per l'abolizione del diritto di matrimonio tra persone dello stesso sesso.

## Palmarès
| Anno | Manifestazione      | Sede         | Evento       | Risultato | Prestazione | Note |
| ---- | ------------------- | ------------ | ------------ | --------- | ----------- | ---- |
| 1976 | Giochi olimpici     | Montréal     | 3000 m siepi | 10º       | 8'23"99     |      |
| 1979 | Giochi panamericani | San Juan     | 3000 m siepi | Oro       | 8'43"60     |      |
| 1983 | Mondiali            | Helsinki     | 3000 m siepi | 8º        | 8'20"45     |      |
| 1984 | Giochi olimpici     | Los Angeles  | 3000 m siepi | 4º        | 8'14"25     |      |
| 1987 | Giochi panamericani | Indianapolis | 3000 m siepi | Argento   | 8'23"77     |      |
| 1987 | Mondiali            | Roma         | 3000 m siepi | 6º        | 8'17"78     |      |
| 1988 | Giochi olimpici     | Seul         | 3000 m siepi | 6º        | 8'14"39     |      |

## Altre competizioni internazionali
1977
- Bronzo al DN Galan ( Stoccolma), 3000 m siepi - 8'21"55

1979
- 4º in Coppa del mondo ( Montréal), 3000 m siepi - 8'30"09
- Argento al DN Galan ( Stoccolma), 3000 m siepi - 8'23"51
- Oro al Prefontaine Classic ( Eugene), 3000 m siepi - 8'28"9

1980
- Oro al Prefontaine Classic ( Eugene), 3000 m siepi - 8'23"5
- 4º al Golden Gala ( Roma), 3000 m siepi - 8'23"3

1981
- Oro all'ISTAF Berlin ( Berlino), 3000 m siepi - 8'18"58
- Oro al Memorial Van Damme ( Bruxelles), 3000 m siepi - 8'21"08

1983
- Oro al Prefontaine Classic ( Eugene), 3000 m siepi - 8'22"15

1984
- Oro all'ISTAF Berlin ( Berlino), 3000 m siepi - 8'12"37
- Oro al DN Galan ( Stoccolma), 3000 m siepi - 8'17"39
- Argento al Prefontaine Classic ( Eugene), 3000 m siepi - 8'34"47

1985
- Argento in Coppa del mondo ( Canberra), 3000 m siepi - 8'39"55
- Oro all'ISTAF Berlin ( Berlino), 3000 m siepi - 8'16"01
- Oro al Prefontaine Classic ( Eugene), 3000 m siepi - 8'20"50

1986
- Bronzo alla Grand Prix Final ( Roma), 3000 m siepi - 8'25"85
- Bronzo al Memorial Van Damme ( Bruxelles), 3000 m siepi - 8'13"15
- Oro all'ISTAF Berlin ( Berlino), 3000 m siepi - 8'19"75
- Argento al Prefontaine Classic ( Eugene), 3000 m siepi - 8'20"60
- Bronzo al Golden Gala ( Roma), 3000 m siepi - 8'25"85

1987
- Oro al Prefontaine Classic ( Eugene), 3000 m siepi - 8'29"98
- 6º all'ISTAF Berlin ( Berlino), 3000 m siepi - 8'21"71